# Charles Rojzman
Charles Rojzman (* 23. August 1942 in Villeurbanne bei Lyon) ist ein französischer Psychosoziologe, praktischer Philosoph, Schriftsteller und Begründer der sogenannten "Thérapie Sociale".

## Leben
Charles Rojzman wurde in Frankreich geboren und stammt väterlicherseits von polnischen Juden ab. Er wuchs in Lyon auf und zog im Alter von 17 Jahren zuhause aus. An der Sorbonne studierte er Literaturwissenschaft, Linguistik und Vergleichende Literaturwissenschaften. Charles Rojzman hat vier Kinder und lebt heute in Bern und Paris.

## Die Thérapie Sociale
Nach ersten Erfahrungen bei der Lösung von schwerwiegenden Konflikten in Mantes-la-Jolie, einem der damals in den 1980er Jahren größten Sozialwohnungsviertel Europas vor den Toren von Paris, bei denen  Rassismus, Diskriminierung, Drogenkriminalität und Gewalt, gepaart mit einer eklatanten Hoffnungslosigkeit die zentralen Konfliktlinien waren, entwickelte Charles Rojzman seine auf Erkenntnissen der Psychologie und Soziologie basierende und Elemente der Psychotherapie aufgreifende interdisziplinäre Methode, die es ermöglicht, komplexe Probleme zwischen verfeindeten Gruppen durch kollektive Intelligenz zu lösen und somit Gewalt in ihren unterschiedlichsten Formen vorzubeugen und demokratisches Handeln zu erlernen. Diese sogenannten „Thérapie Sociale“ wird inzwischen in vielen verschiedenen Ländern und Konflikten erfolgreich angewandt. Sie ist in allen Kontexten und Lebensbereichen anwendbar, wo es Menschen nicht gelingt, gut miteinander zu kooperieren und zu leben.

## Das Institut Charles Rojzman
Im Jahr 2003 gründete Charles Rojzman mit seinen engsten Mitarbeitern Igor und Nicole Rothenbühler das internationale Kompetenzzentrum für Ausbildung und Intervention in der Thérapie Sociale "Institut Charles Rojzman". Das Institut widmet sich der Kunst des Zusammenlebens mit anderen, der Entwicklung der Zusammenarbeit zwischen Menschen und demokratischen Praktiken. Hier werden Menschen aus aller Welt und verschiedensten gesellschaftlichen Kontexten zu Sozialtherapeuten ausgebildet und durch Supervision weiter betreut.

## Werke

### Monografien
- La peur, la haine et la démocratie, Desclée de Brouwer, coll. « Provocation », Paris 1999 (1. Aufl. 1992) (ISBN 978-2220045092) (dt.: Der Hass, die Angst und die Demokratie: Einführung in eine Sozialtherapie des Rassismus, AG SPAK, München 1997 [ISBN 978-3930830053]).
- Freud, un humanisme de l'avenir, Desclée de Brouwer, coll. « Témoins d'humanité », Paris 1998 (ISBN 978-2220041506).
- Sortir de la violence par le conflit. Une thérapie sociale pour apprendre à vivre ensemble, La Découverte, Paris 2008 (ISBN 978-2707151100).
- Bien vivre avec les autres. Une nouvelle approche : la Thérapie sociale, Larousse, coll. « L'univers psychologique », Paris 2009 (ISBN 978-2035836625).
- Violences dans la République, l'urgence d'une réconciliation, La Découverte, coll. « Hors collection Social », Paris 2015 (ISBN 978-2707186713).
- Vers les guerres civiles. Prévenir la haine, Lemieux éditeur, Paris 2017 (ISBN 978-2373440843).

In Zusammenarbeit mit
- Véronique Le Goaziou: Comment ne pas devenir électeur du Front national, Desclée De Brouwer, coll. « Provocation », Paris 1998 (ISBN 978-2220043463).
- Sophie Pillods: Savoir vivre ensemble. Agir autrement contre le racisme et la violence,  La Découverte, coll. « Poche Essai », Paris 2001 (1. Aufl. 1998)(ISBN 978-2707134073).
- Véronique Le Goaziou: Les banlieues, Le Cavalier Bleu, coll. « Idées reçues », Paris 2006 (ISBN 978-2846701358).
- Théa Rojzman: C'est pas moi, c'est lui. Ne plus être victime des autres, Jean-Claude Lattès, Paris 2006 (ISBN 978-2709624114).
- Théa Rojzman: La réconciliation, Jean-Claude Lattès, Paris 2007.
- Igor et Nicole Rothenbühler: La Thérapie Sociale, Chronique sociale, coll. « Comprendre la société », Lyon 2015 (ISBN 978-2367170473).
- Nicole Rothenbühler: Savoir aimer en des temps difficiles. Les trois combats, Guy Trédaniel éditeur, Paris 2015 (ISBN 978-2813208873).

### Aufsätze
- Pierre-André Taguieff (dir.), Face au racisme, t. 1 : Les Moyens d'agir, Seuil, coll. « Points essais », Paris 1991 (ISBN 2-020-20981-0).
- La peste émotionnelle, in: Max Pagès (éd.), La violence politique : pour une clinique de la complexite, Erès, coll. « Sociologie clinique », Ramonville Saint-Agne 2003 (ISBN 2-749-20118-7).
- La Thérapie Sociale. in: Tan Nguyen (dir.), Pourquoi la psychothérapie ? Fondements, méthodes, applications, Dunod, coll. « Psychothérapies », Paris 2005, S. 207–217 (ISBN 2100490303).
- Prévenir la pathologie sociale, in: Armen Tarpinian, Serge Ginger und Edmond Marc (dir.), Être psychothérapeute. Questions, pratiques, enjeux, Dunod, coll. « Psychothérapies », Paris 2006 , S. 205–213 (ISBN 9782100500529).
- Armen Tarpinian, Laurence Baranski, Georges Hervé und Bruno Mattéi (dir.), École, changer de cap... : contributions à une éducation humanisante, Chronique sociale, Lyon 2007 (ISBN 978-2-850-08654-0).
- Laëtitia de Kerchove und Anne Ricou (dir.), Parcours de psy, Le cavalier bleu, coll. « Comment je suis devenu », Paris 2012 (ISBN 978-2-84670-398-7).
- Une thérapie sociale, pourquoi ? Une thérapie sociale, comment ?, in: Fédération Française de Psychothérapie et de Psychanalyse FF2P (dir.), La psychothérapie aujourd'hui,  Dunod, coll. « Psychothérapies », Paris 2012, S. 239–249 (ISBN 9782100558247).
- Violences collectives et thérapie, in: Roland Coutanceau und Joanna Smith (dir.), Violences aux personnes. Comprendre pour prévenir, Dunod, coll. « Psychothérapies », Paris 2014, S. 386–393 (ISBN 9782100712526).
- Armen Tarpinian und Maridjo Graner (dir.), L'éducation psycho-sociale à l'école : enjeux et pratiques, Chronique sociale, Lyon 2014 (ISBN 2367170924).
- Anne-Laure Schneider (éd.), Toi, mon frère, toi, ma sœur. Écrivains, artistes et anonymes évoquent leur fratrie, Albin Michel, Paris 2014 (ISBN 2226245308).
- Armen Tarpinian (dir.), Comprendre ce que nous vivons. À la recherche de l'art de vivre, Chronique sociale, coll. « L'essentiel », Lyon 2016 (ISBN 978-2-36717-091-6).
- Prävention bei radikalen Haltungen - Thérapie sociale, in: perspektive mediation. Beiträge zur Konfliktkultur 3, 2018, S. 146–150.

## Anhang

### Filmografie
- À l'écoute de la police, von Bernard Mangiante, 2002, 72', Les Films d'Ici Extrait en ligne.